# Veřejná knihovna

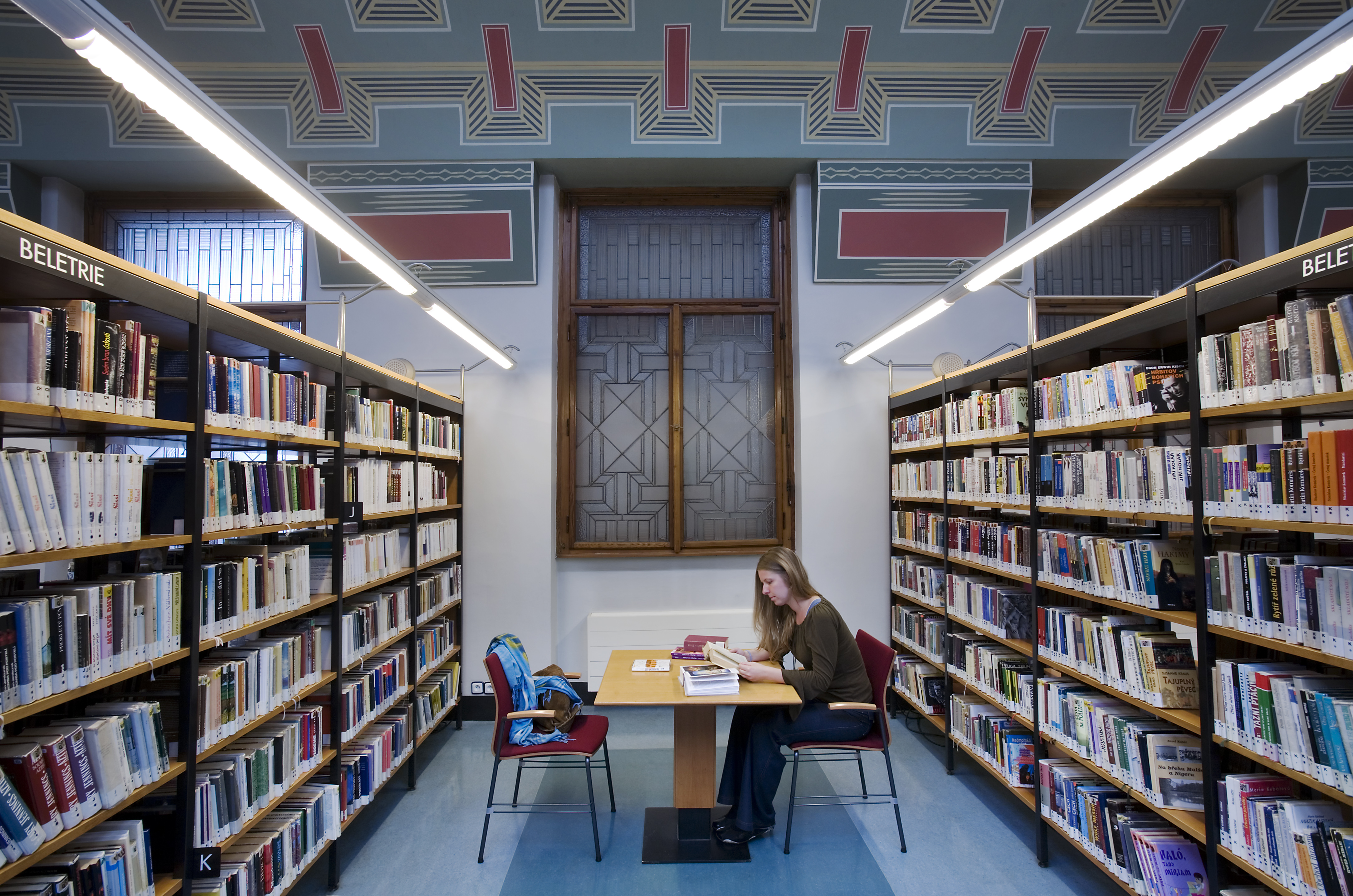
Městská knihovna v Praze

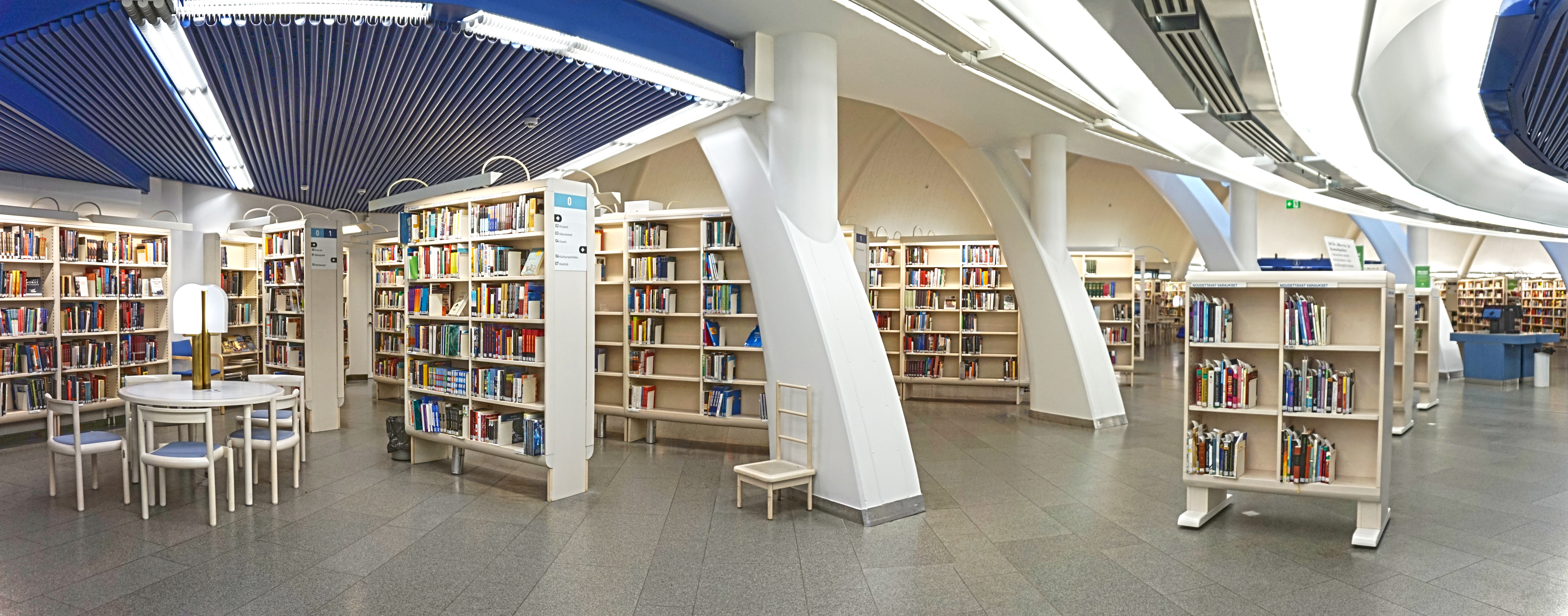
Městská knihovna v Tampere (Finsko)

Veřejná knihovna je typ knihovny, která slouží široké veřejnosti a obvykle je financována z veřejných prostředků (státních, obecních apod.). Od jiných typů knihoven (vědecké, školní, univerzitní, klášterní apod.) se liší tím, že přístup do ní není limitován příslušností k nějaké instituci, ačkoli existuje i řada institucionálních knihoven, například vědeckých, do nichž může vstupovat bez omezení každý, při splnění určitých podmínek. Nicméně potřeby studentů či vědců jsou zde preferovány, což ve veřejné knihovně neplatí. Veřejná knihovna je také častěji než jiné typy knihoven výpůjční, ačkoli část jejího fondu může být určena pouze ke studiu na místě (v budově knihovny, obvykle ve specializované studovně). Dalším ze znaků veřejných knihoven je, že knihy jsou zapůjčovány bezplatně, byť určitý registrační poplatek se zpravidla platí, nicméně není to nikdy významný zdroj financování knihovny. Často mají takové knihovny ve svém statusu zdůrazněn veřejný zájem – stát kupříkladu kupuje knihy nebo platí autorské poplatky, aby se ke vzdělání, informacím či zábavě dostali i lidé, kterým by majetkové poměry to jinak nedovolovaly, nebo by je znevýhodňovaly. Veřejné knihovny také často systematicky pracují s dětmi a mládeží, snaží se zvyšovat gramotnost a budovat vztah dětí ke knihám a jiným zdrojům informací. Není neobvyklé, že dětem jsou ve veřejných knihovnách odpouštěny i minimální registrační poplatky. Stejné je to někdy u seniorů, kde funkce je ale spíše sociální. Registrace má obecně funkci zejména disciplinační (vymahatelnost vrácení knih). Veřejné knihovny, zejména městské a obecní, jsou často jádrem kulturního a komunitního života, a nezřídka pořádají i jiné kulturní akce (besedy, přednášky, veřejná čtení, vzdělávací kurzy, schůze, čtenářské kluby, menší hudební produkce, výstavy apod.).

## Dějiny
Veřejný přístup ke knihám má dlouhou historii, byť o určení první veřejné knihovny se obvykle vedou spory. Podle některých výkladů má institut kořeny ve starověkém Řecku, kde měla být první veřejná knihovna založena v Athénách Peisistratem již v 6. století př. n. l. Obvykleji bývá vynález veřejné knihovny připisován starověkému Římu. Římané nejprve zpřístupňovali svitky návštěvníkům lázní a v 1. století př. n. l. již můžeme v Římě nalézt veřejnou knihovnu v podstatě dnešního typu, v Atrium Libertatis. V pozdním římském období byl institut již dosti rozšířený, ale s pádem Říma nadlouho vymizel z dějin.
Zajímavý experiment provedl fátimovský chalífa al-Hakim bi-Amr Alláh (vládl 996–1021), který zřídil knihovnu, kterou mohl nejen každý navštívit, ale kde měl každý možnost nechat si určený svitek opsat profesionálními písaři, a to zdarma. Brzy ale byla tato knihovna zrušena, krom jiných důvodů také pro velkou náročnost úkolu, který chalífa nakladl písařům na bedra.

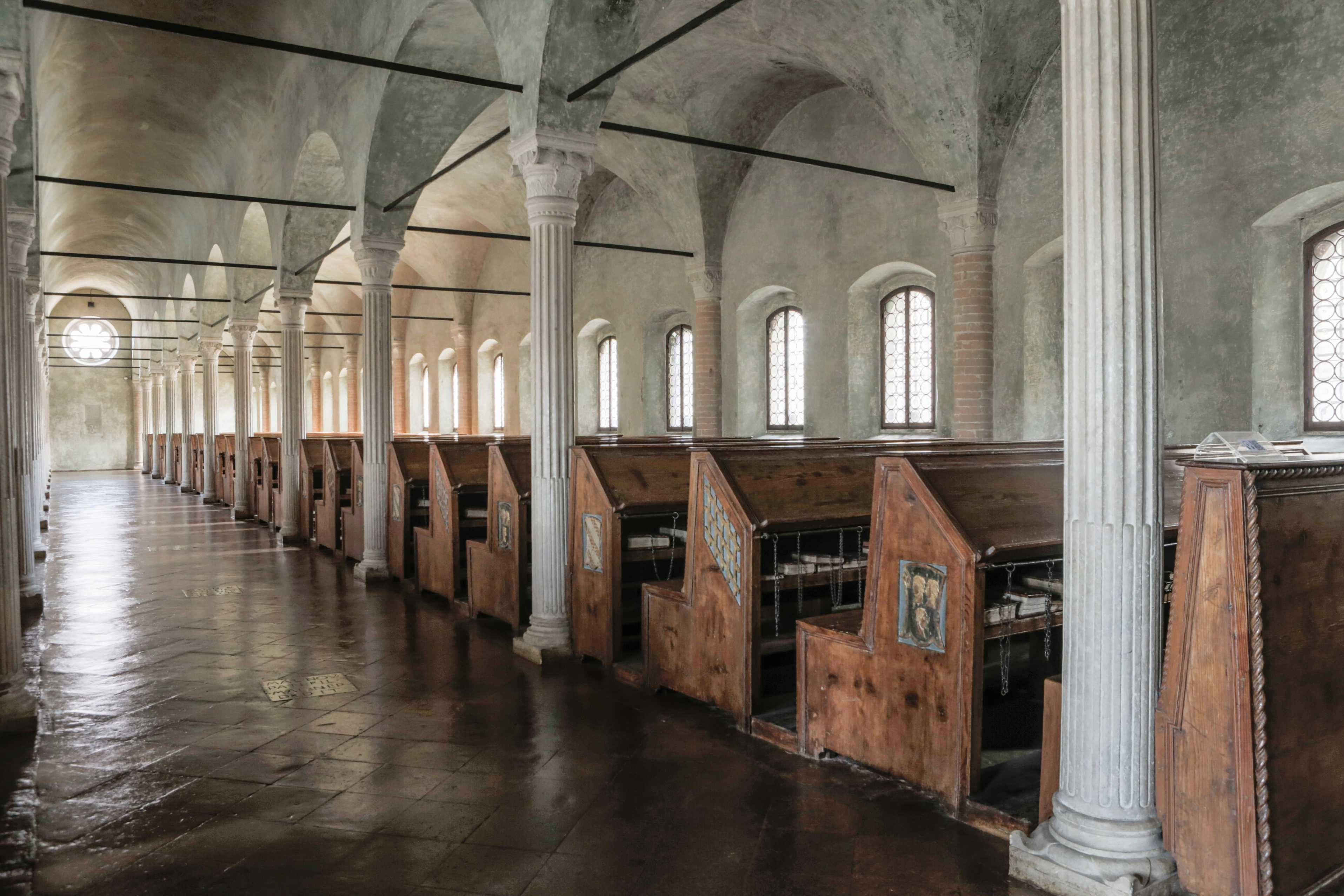
Biblioteca Malatestiana

Středověk tento typ knihoven nepreferoval, princip se znovu vrátil až s renesancí: Malatestiánská knihovna (italsky: Biblioteca Malatestiana) v Ceseně otevřená roku 1452 bývá označována za první veřejnou evropskou knihovnu v poantické době. Další impuls ke vzniku veřejných knihoven dalo osvícenství, za typickou „osvícenskou“ veřejnou knihovnu lze považovat Knihovnu Załuských ve Varšavě otevřenou roku 1747. Fondy takových knihoven někdy pocházely z rušených klášterů.
Princip veřejného financování knihoven se nicméně prosadil až později, v 19. století. Souvisel se sociální otázkou a emancipací nižších vrstev, k níž v té době začalo docházet. Část učenců začala princip veřejných knihoven prosazovat s poukazem na nutnost umožnit přístup ke vzdělání právě i deklasovaným vrstvám, přičemž někteří si od toho slibovali zkultivování těchto vrstev, jiní zvýšení jejich politického vlivu a aktivity. Souběžně se objevila, zvláště v menších národech, další politická funkce veřejných knihoven – jazykově nacionalizační. Prosazení národních literatur bylo důležitým úkolem při formování řady moderních národů (tzv. národní obrození), a v tom sehrávaly veřejné knihovny, zvláště v menších sídlech, klíčovou roli. Svou funkci zde měly i knihovny pojízdné. Z pohledu čtenářstva velkou roli při růstu obliby veřejných knihoven sehrál žánr románu. Právě kvůli popularitě románů začaly mít široké vrstvy společnosti zájem o půjčování knih – učené spisy nebo poezie předtím lákaly jen úzký výsek společnosti. Proto také byla u části elit instituce veřejné knihovny zprvu přijímána s předsudky či posměchem. Nezbytnou podmínkou rozvoje veřejných knihoven bylo šíření gramotnosti, v níž klíčovou roli sehrála povinná školní docházka.
Na konci 19. století se již veřejné knihovny staly součástí vzdělávacích politik moderních států. V Česku mají mimořádnou tradici, česká síť těchto knihoven je označována za nejhustší na světě.